# Semiothisa postnigra
Semiothisa postnigra är en fjärilsart som beskrevs av Paul Dognin 1924. Semiothisa postnigra ingår i släktet Semiothisa och familjen mätare. Inga underarter finns listade i Catalogue of Life.